# چک شماره ۱۳۲ ایس بی
چک شماره ۱۳۲ ایس بی (به انگلیسی: Chak 132 S.B) یک روستا در پاکستان است که در پنجاب واقع شده‌است.